# Mare de Déu de Lurdes de Perpinyà
La Mare de Déu de Lurdes de Perpinyà és la capella catòlica del Centre de la Mare de Déu de Lurdes de la ciutat de Perpinyà, a la comarca del Rosselló, de la Catalunya del Nord. S'hi conserven relíquies de Bernadeta Sobirós.

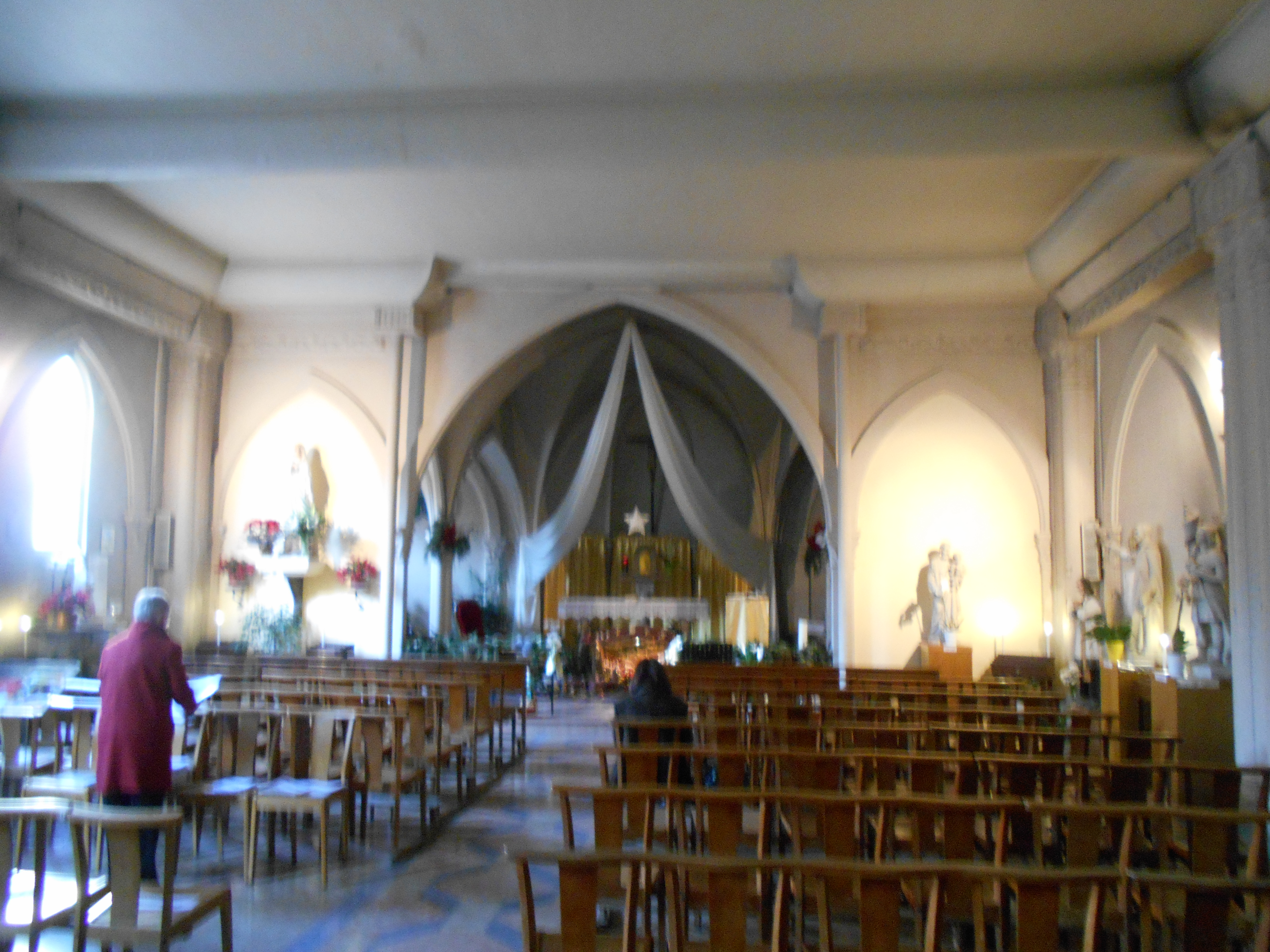
Capçalera de la capella

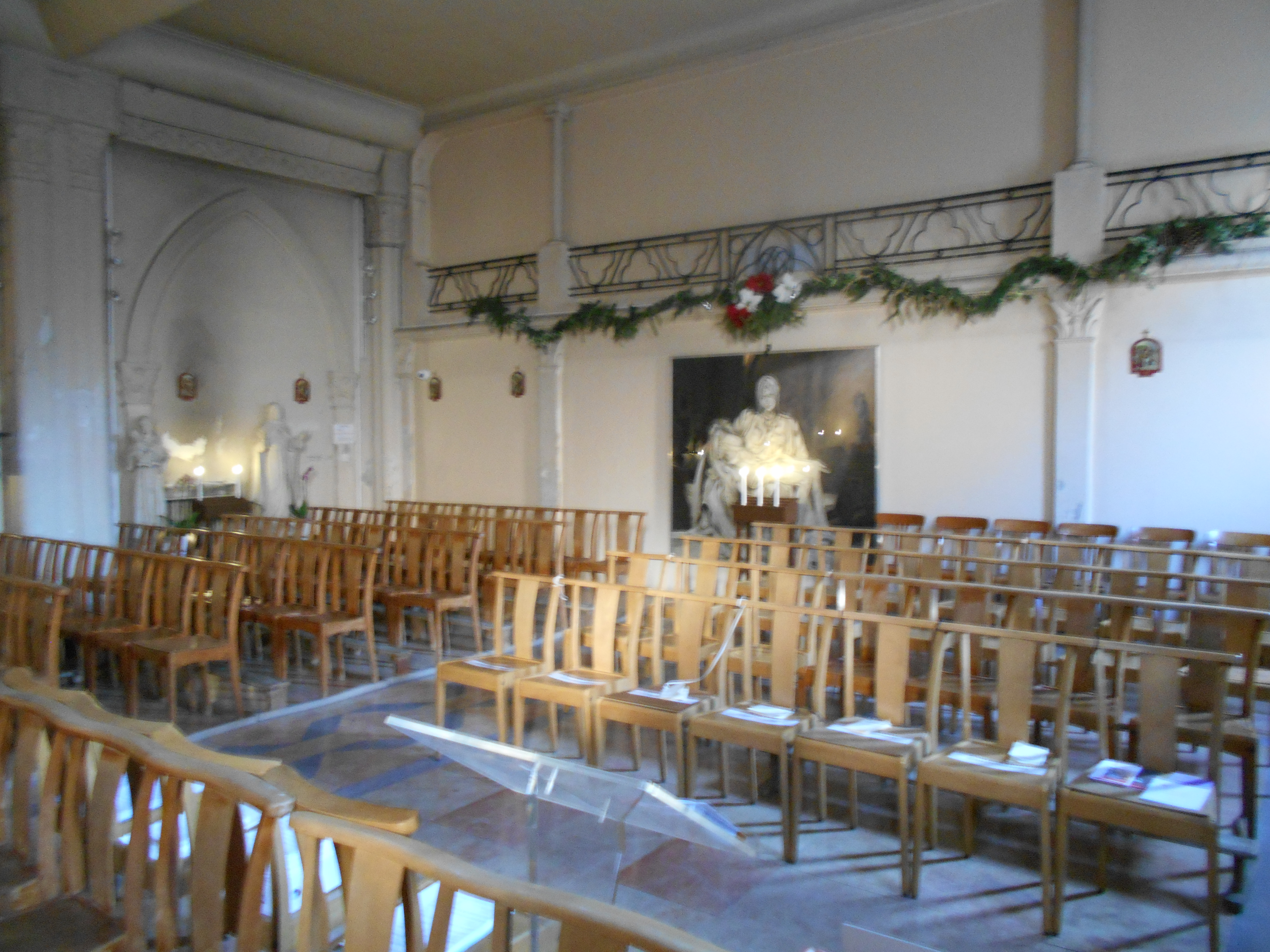
Nau de la capella

És al centre de Perpinyà, a la Vila Nova, en el número 12 del carrer de Joseph Sauvy.
El centre d'acolliment organitza diferents menes d'activitat a l'entorn de la pregària i l'educació catòlica, especialment pel que fa a la vida en família. Hi té la seu l'associació Mare de Misericòrdia, associació creada el 1981 com a suport a les famílies que passen qualsevol mena de dificultat.
Entre els serveis que s'hi ofereixen hi ha el de l'acompanyament espiritual amb la presència de l'exorcista de la diòcesi.